# Petr (Mansurov)
Petr (světským jménem: Pjotr Grigorjevič Mansurov; * 6. září 1954, Krakovec) je ukrajinský duchovní Ruské pravoslavné církve, arcibiskup a metropolita orenburský a saraktašský.

## Život
Narodil se 6. září 1954 ve městě Krakovec Lvovské oblasti v rodině vojáka.
Roku 1971 dokončil střední školu a v letech 1972–1974 sloužil v řadách Sovětské armády.
V letech 1975–1981 studoval na fakultě biologie Moskevské státní univerzity. Poté pracoval ve výzkumném ústavu infekcí v Omsku.
Roku 1978 se oženil a následující rok se mu narodil syn Grigorij, který je dnes knězem. Roku 1988 ovdověl.
Roku 1990 obhájil disertační práci v oboru virologie.
Dne 8. listopadu 1995 byl rukopoložen na diákona a 26. listopadu na jereje. Stal se druhým duchovním v monastýru svatého Mikuláše ve vesnici Bolšekulače. V březnu 1996 byl převeden do chrámu Narození Krista a svatého Sergia Radoněžského sídla Krutaja Gorka.
Roku 2008 byl povýšen na protojereje.
Roku 2009 dokončil studium na Tobolském duchovním semináři.
Byl rektorem Omského duchovního učiliště a přednášel zde dogmatiku a pravoslavnou apologetiku.
Dne 4. ledna 2012 byl postřižen na monacha se jménem Petr na počest svatého apoštola Petra.
Dne 6. června 2012 jej Svatý synod zvolil biskupem kalačinským a muromcevským. Dne 17. června byl povýšen na archimandritu.
Dne 6. července 2012 byl oficiálně jmenován biskupem a 12. července proběhla v chrámu svatých Petra a Pavla v Lefortově (Moskva) jeho biskupská chirotonie. Světiteli byli patriarcha moskevský Kirill, metropolita saranský a mordovský Varsonofij (Sudakov), metropolita omský a tavričeský Vladimir (Ikim), biskup solněčnogorský Sergij (Čašin) a biskup voskresenský Savva (Michejev).
Dne 22. ledna 2019 byl ustanoven předsedou kolegia omské metropole pro kanonizaci svatých.
Dne 27. prosince 2023 byl ustanoven metropolitou orenburským a saraktašským, hlavou orenburské metropole.
Dne 3. ledna 2024 byl povýšen na metropolitu.
Dne 13. února 2024 byl zařazen do Veřejné komory Orenburské oblasti.